# Privatización del sector energético mexicano
La privatización del sector energético en México es un tema habitual del debate político mexicano desde la administración de Vicente Fox. El debate consiste en la inconveniencia y consecuencias previsibles de la privatización del sector energético que es precisamente aquel de donde se obtiene la mayor parte de los ingresos nacionales.

## Paraestatales mexicanas de la energía
En México, cuyas empresas energéticas paraestatales principales son PEMEX (Petróleos Mexicanos) y la CFE (Comisión Federal de Electricidad), el tema de la privatización del sector energético ha tomado gran importancia en las campañas de algunos personajes políticos. Actualmente, el sector energético cuenta con monopolios paraestatales en cada división del sector energético. Las normas que regulan todos estos aspectos se incluyen en el Artículo 27 de la Constitución Política de Los Estados Unidos Mexicanos.

## Argumentación
Diversos oficiales de la administración han señalado que el actual sistema paraestatal que se utiliza en el sector energético mexicano es deficiente, debido a la descapitalización y falta de inversiones. Los partidarios y apologistas de la privatización argumentan que la privatización podría aportar mayores recursos para inversiones y mejorar la eficiencia.
Sin embargo, muchos de los expertos que argumentan contra la privatización señalan experiencias pasadas de privatización que no alcanzaron los resultados deseables y señalan que varios de los argumentos sobre los hipotéticos beneficios de la privatización son espurios. Para muchos de estos expertos además el sector energético es suficientemente eficiente y que la privatización sería muy riesgosa.

### En Contra
Los argumentos de los expertos, partidarios de mejorar la gestión del sector energético manteniendo la gestión pública, son que:
- Las empresas privadas tratarían de cubrir los costos de la compra imponiendo grandes tarifas en el servicio, tal como sugiere la experiencia pasada de privatizaciones en México (Telmex,...).

- El Estado dejaría de obtener recursos para cubrir necesidades del gasto público.[1]

- Empresas responsables del abandono tecnológico de amplias redes de energía y de grandes apagones son algunas de las interesadas en invertir en el mercado mexicano.[1]

- Las empresas privadas no necesariamente subirían la calidad y bajarían los precios por la competencia, pues en varias empresas que se establecieron a partir de la privatización del sector eléctrico en Estados Unidos y Reino Unido mantienen el control total de la producción y la distribución, lo que les permite manipular los precios de consumo. En vez de competir colaboraron para manipular los precios artificialmente.[1]

- Un aspecto bastante negativo sería que las empresas controlarían las decisiones principales de la industria eléctrica, que conforma los nervios centrales de cualquier actividad económica, desde la doméstica hasta la manufacturera.[1]

- No habría garantía alguna de que los volúmenes de extracción petroleros reportados por las empresas serían los reales poniendo en peligro los recursos naturales nacionales.

Los tres argumentos generales en contra de la privatización del sector energético usados también fuera del contexto mexicano son:
1. La extranjerización: la compra y control del sector de forma total o parcial por parte de empresas privadas extranjeras.
2. La posible monopolización: el dominio de facto de una sola empresa privada sobre todas las demás, en la que los recursos e ingresos se dirigen a una sola empresa.
3. El desempleo: aunque nuevas empresas privadas traerían nuevos empleos consigo, miles de trabajadores, que anteriormente se encontraran en las empresas gubernamentales, se quedarían sin trabajo.

### A Favor
Los argumentos de los partidarios de la privatización, más comúnmente repetidos son:
- Para la población de México la paraestatalidad del sector petrolero es de hecho, un monopolio que hace que el precio de venta de los productos son 15 veces los costos de extracción de petróleo. Sin embargo este argumento no recoge que la diferencia de precio es usada para la adquisición y pago de bienes públicos, que cuyos beneficios deben ser cuantificados conjuntamente con los costos para la población.

- PEMEX ha llegado a acumular grandes deudas,[2] y algunas áreas de negocio como PEMEX Refinación registraron pérdidas en 2005.[3] Sin embargo, hay que mencionar que el gobierno de Vicente Fox usó 80 mil millones de pesos de PEMEX, para el presupuesto público.

- PEMEX ha disminuido la exploración, y se ha ido deteriorando. Se ha calculado, que se necesitarían alrededor de 20 mil millones de pesos para modernizar las instalaciones. Los partidarios de la privatización proponen que la inversión privada podría resolver ese problema,[2] y los detractores proponen simplemente que el gobierno no se quede con tantos recursos de la empresa y permita usar una buena parte de ellos para recapitalizar la empresa y mejorar las instalaciones.

- Un diagnóstico de la Profeco en el 2006 reveló que de 80 a 90% de las gasolinerías del país entregaban litros incompletos por contar con bombas deficientes, siendo un sobreprecio para los consumidores de alrededor de 5%.[3] Es decir, el sistema actual presente fraude en el último escalón de la distribución. Sin embargo, esto parece más un problema de cumplimiento de la ley que de la gestión económica de la producción de petróleo.

- El argumento de la pérdida de ingresos por parte del Estado, uno de los principales obstáculos a la privatización, es constestado contraargumentando que «el gobierno podría cobrar derechos a estas empresas privadas por cada barril extraído».[2] Aunque no está claro si un hipotético incremento de la eficiencia podría compensar la compartición del excedente de explotación entre la iniciativa privada y el gobierno.

- Otros países permiten la inversión privada en dicho sector: incluso en países donde el estado controla la economía, como China o Cuba, han permitido la inversión privada. Así en poco más de diez años, Cuba ha aumentado en 8 veces su producción de petróleo gracias a contratos firmados con empresas extranjeras, básicamente venezolanas.[4]

- Informes de PEMEX revelaron que en México el negocio de la distribución se encuentra demasiado concentrado. Mientras en Francia existen 16 200 gasolineras, en el Reino Unido 12 200 y en Estados Unidos 176 000 estaciones de servicio, en México hay tan solo 7 200 gasolineras aproximadamente. Ya que las ganancias de los propietarios de las gasolineras es porcentual según la venta, esta cantidad reducida de gasolineras en México implica que cada una tenga mayores ventas y así mayores ganancias.[3]

- El petróleo crudo que se produce en México es mandado al extranjero en su mayoría porque no se puede procesar aquí. De 6 702 pentajoules extraídos en el 2005, 3 672 fueron exportados, es decir, el 54%.[5] Actualmente, PEMEX no elabora suficientes petrolíferos y México se ve obligado a importar. Por ejemplo, en 2006 se elaboraron 453.9 mbd, pero las ventas internas fueron de 712.7 mbd, por lo que la importación fue de 258.8 mbd.[6] Se agumenta que no se construyó en México la capacidad de refinación necesaria para procesar el petróleo desde 1982, justamente por su baja rentabilidad dentro del modelo liberal, sin embargo, es parte central de los modelos keynesianos la inversión por parte del Estado en industrias poco rentables, pero que permiten que las demás industrias se aceleren al contar con productos básicos a bajos precios.

## Documentales
- "Catastroika" (2012) de los creadores de Debtocracy, es proyecto de financiación colectiva con Licencias Creative Commons que analiza la privatización de los activos del estado en diferentes procesos históricos: República Democrática Alemana, ex-Unión Soviética, Gran Bretaña, Francia, Grecia, etc.